# Valenciniidae
Valenciniidae  (лат.) — семейство невооружённых немертин из отряда Heteronemertea.

## Таксономия
Представления о таксономии гетеронемертин на уровне семейств в настоящее время неустойчивы. Согласно базе данных World Register of Marine Species к Valenciniidae относят 7 родов:
- Baseodiscus Diesing, 1850 — около 40 видов;
- Cephalomastax Iwata, 1957 — единственный вид Cephalomastax brevis;
- Chilineus Friedrich, 1970 — единственный вид Chilineus grandulosus;
- Kukumia Gibson et Sundberg, 2002 — единственный вид Kukumia solomonensis;
- Poliopsis Joubin, 1890 — единственный вид Poliopsis lacazei;
- Uchidana Iwata, 1967 — единственный вид Uchidana parasita, симбионты двустворчатых моллюсков;
- Valencinia Quatrefages, 1846 — 4 вида.